# تيمكيت

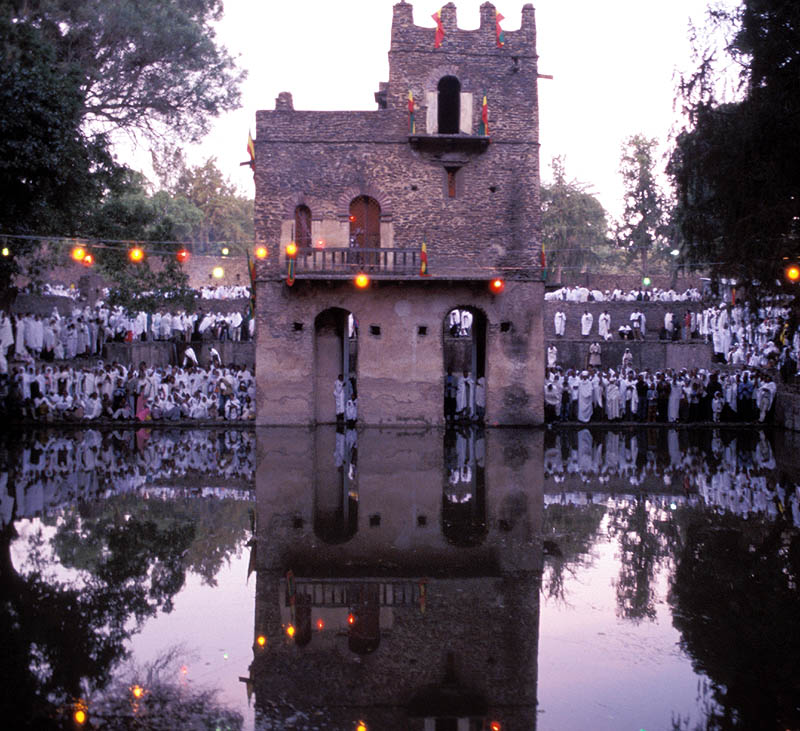
احتفال الكنيسة التوحيدية الإثيوبية في حمام فيسيليدس في جوندار، إثيوبيا، بمناسبة "تيمكات" (عيد الغطاس).

تيمكات (بالجعزية: ጥምቀት تيمكات) هو احتفال الكنيسة التوحيدية الإثيوبية والكنيسة التوحيدية الإريترية بعيد الغطاس. يحتفل به في 19 يناير (أو 20 في سنة كبيسة)، الموافق لليوم الحادي عشر من شهر تير في تقويم الجعز.
يحتفل تيمكات بمعمودية السيد المسيح في نهر الأردن. يشتهر هذا المهرجان بإعادة تمثيل طقوس المعمودية (على غرار الاحتفالات التي يقوم بها العديد من المسيحيين في الأرض المقدسة عند زيارتهم للأردن).

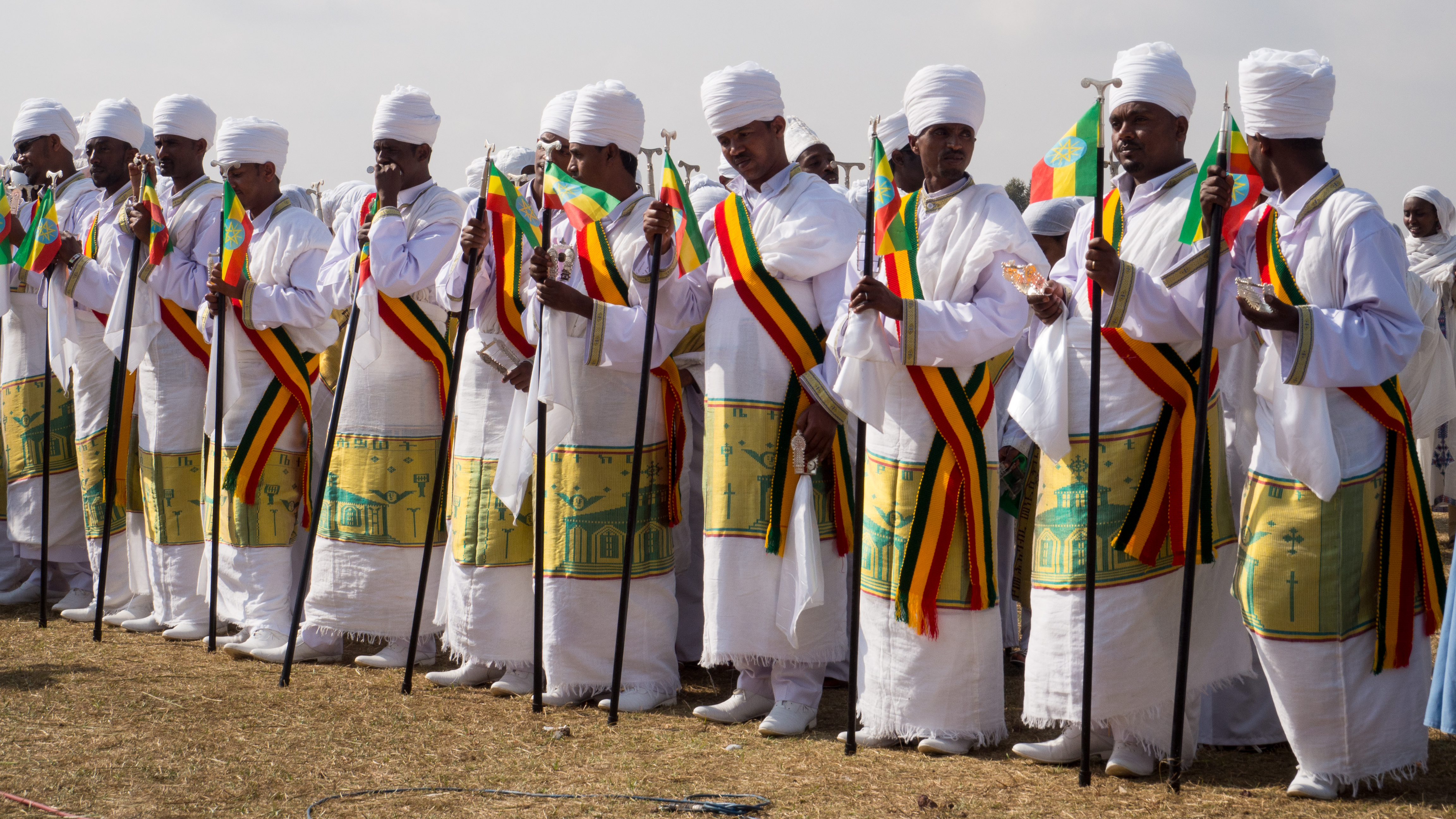
كهنة الكنيسة التوحيدية الإثيوبية في احتفال تيمكات في جان ميدا.

خلال طقوس تيمكات، يُلف التابوت، الذي يُعتبر نموذجًا لتابوت العهد، والذي يتواجد في كل مذبح إثيوبي (بشكل يشبه إلى حد ما حجر المذبح الغربي)، بقطعة قماش غنية ويحمل في موكب على رأس الكاهن. يُعتبر التابوت، الذي نادراً ما يُرى من قبل العوام، تجسيدًا لظهور يسوع كالمسيح عندما جاء إلى نهر الأردن للمعمودية. يُحتفل بالقداس الإلهي بالقرب من نهر أو بركة مياه في الصباح الباكر (حوالي الساعة 2 صباحًا). ثم يُبارك الماء القريب عند الفجر ويُرش على المشاركين، بعضهم يدخلون الماء ويغمرون أنفسهم، مجددين رمزيًا نذور المعمودية. ولكن لا ينتهي المهرجان هنا؛ يصف دونالد إن. ليفين احتفالًا نموذجيًا في أوائل الستينيات:
اليونسكو قد سجلت تيمكات في عام 2019 على قائمة التراث الثقافي غير المادي للإنسانية.

## روابط خارجية
- "Timket" (PDF). 13 أكتوبر 2004. مؤرشف من الأصل (PDF) في 2012-02-06. اطلع عليه بتاريخ 2014-10-04. {{استشهاد ويب}}: الوسيط غير المعروف |حالة الرابط= تم تجاهله (مساعدة)
- "Ethiopian Rift Valley Safaris - Timket - Epiphany in Ethiopia". ethiopianriftvalleysafaris.com. مؤرشف من الأصل في 2014-09-29. اطلع عليه بتاريخ 2014-10-04. {{استشهاد ويب}}: الوسيط غير المعروف |حالة الرابط= تم تجاهله (مساعدة)
- "meskelsquare.com". meskelsquare.com. مؤرشف من الأصل في 2012-02-07. اطلع عليه بتاريخ 2014-10-04. {{استشهاد ويب}}: الوسيط غير المعروف |حالة الرابط= تم تجاهله (مساعدة)
- Timkat Celebration in Lalibela

قالب:عيد الظهور الإلهي